# Eclipse lunar de marzo de 2006
| Eclipse lunar Penumbral de 14-15 de marzo del 2006                                    | Eclipse lunar Penumbral de 14-15 de marzo del 2006 |
| ------------------------------------------------------------------------------------- | -------------------------------------------------- |
| Previo                                                                                | Eclipse \| Eclipse total \| Saros                  |
| Posterior                                                                             | Eclipse \| Eclipse total \| Saros                  |
| 23:49 UTC en Trondheim, Noruega                                                       |                                                    |
| La luna pasa de derecha a izquierda por el norte de la sombra penumbral de la Tierra. |                                                    |
| Gamma                                                                                 | 1.0210                                             |
| Magnitud                                                                              | 1.0301                                             |
| Saros                                                                                 | 113 (63 de 71)                                     |
| Duración (hr:mn:sc)                                                                   |                                                    |
| Penumbral                                                                             | 04:52:00                                           |
| Contactos                                                                             |                                                    |
| P1                                                                                    | 21:21:32 UTC                                       |
| Máximo                                                                                | 23:47:32                                           |
| P4                                                                                    | 02:13:32 UTC                                       |
| La trayectoria de la luna a través sombra en la constelación de Virgo.                |                                                    |

Este  Eclipse lunar penumbral tuvo lugar el 14 de marzo de 2006, el primero de los dos eclipses lunares en 2006.
Este fue un eclipse lunar penumbral total relativamente raro con la luna pasando completamente dentro de la sombra penumbral sin entrar en la sombra umbral más oscura. Las siguientes tablas contienen predicciones detalladas e información adicional sobre el eclipse lunar penumbral del 14 de marzo de 2006.

## Visibilidad

### Mapa
El siguiente mapa muestra las regiones desde las cuales fue posible ver el eclipse. En gris, las zonas que no observaron el eclipse; en blanco, las que si lo presenciaron; y en celeste, las regiones que pudieron ver el eclipse durante la salida o puesta de la Luna.

### Perspectiva de la Luna
Era completamente visible sobre África y Europa, visto en el este de América del Norte, todos los de América del Sur, y también en Asia occidental.
| Una vista simulada de la tierra desde el centro de la luna en el máximo del eclipse. |